# Copa Libertadores de Futsal 2015
La Copa Libertadores de fútbol sala 2015 es la decimocuarta edición del torneo, que enfrenta a los mejores clubes de fútbol sala de América del Sur, organizada por la CONMEBOL. El torneo inició el 19 de abril del 2015 y finalizará en diciembre del mismo año. Participan equipos de ocho países: Argentina, Bolivia, Brasil, Chile, Colombia, Paraguay, Perú y Uruguay

## Equipos participantes
- Real Bucaramanga (COL)
- CRE (BOL)
- Panta (PER)
- Rico Sur (BOL)
- Meta H&H (COL)
- RyR Surco (PER)
- Brasil Kirin Sorocaba (BRA)
- Villa La Ñata (ARG)
- Cerro Porteño (PAR)
- Banco República (URU)
- Palestino (CHI)
- Boca Juniors (ARG)
- Krona Joinville (BRA)
- Peñarol (URU)
- Pablo Rojas (PAR)
- Cobreloa (CHI)

## Sistema de juego
Se dividieron los dieciséis equipos en zona norte y zona sur, los seis clubes de la zona norte (Bolivia, Colombia y Perú) se enfrentan entre sí en 5 fechas y los cuatro primeros jugarán a través de eliminación directa semifinales, tercer lugar y la final. Los diez clubes de la zona sur (Argentina, Brasil, Chile, Paraguay y Uruguay) se dividieron en dos grupos de cinco equipos cada uno, los dos primeros de cada grupo se enfrentaran en llaves por eliminación directa en semifinales, tercer lugar y la final. Los campeones de cada zona jugarán la final continental para definir al campeón de la Copa Libertadores de futsal 2015.

## Zona Norte
Disputada del 19 al 26 de abril, en su primera fase.

### Primera fase
| Equipo             | Pts | PJ | PG | PE | PP | GF | GC | DG |
| ------------------ | --- | -- | -- | -- | -- | -- | -- | -- |
| Real Bucaramanga   | 10  | 5  | 3  | 1  | 1  | 17 | 10 | 7  |
| CRE Futsal         | 7   | 5  | 2  | 1  | 2  | 12 | 11 | 1  |
| Deportivo Panta    | 7   | 5  | 2  | 1  | 2  | 12 | 13 | -1 |
| Rico Sur           | 7   | 5  | 2  | 1  | 2  | 11 | 12 | -1 |
| Deportivo Meta H&H | 5   | 5  | 1  | 2  | 2  | 10 | 11 | -1 |
| RyR Surco Futsal   | 5   | 5  | 1  | 2  | 2  | 9  | 14 | -5 |

| \| Fecha \| Lugar \| Local \| Resultado \| Visitante \| \| ----------- \| ----- \| ------------------ \| --------- \| ------------------ \| \| 19 de abril \| Sucre \| Real Bucaramanga \| 4 - 2 \| Deportivo Meta H&H \| \| 19 de abril \| Sucre \| Rico Sur \| 2 - 5 \| CRE Futsal \| \| 19 de abril \| Sucre \| Deportivo Panta \| 2 - 4 \| RyR Surco Futsal \| \| 20 de abril \| Sucre \| CRE Futsal \| 1 - 1 \| Deportivo Meta H&H \| \| 20 de abril \| Sucre \| Real Bucaramanga \| 3 - 3 \| Deportivo Panta \| \| 20 de abril \| Sucre \| Rico Sur \| 1 - 1 \| RyR Surco Futsal \| \| 21 de abril \| Sucre \| CRE Futsal \| 3 - 5 \| Deportivo Panta \| \| 21 de abril \| Sucre \| RyR Surco Futsal \| 0 - 6 \| Real Bucaramanga \| \| 21 de abril \| Sucre \| Rico Sur \| 1 - 4 \| Deportivo Meta H&H \| \| 22 de abril \| Sucre \| CRE Futsal \| 2 - 1 \| RyR Surco Futsal \| \| 22 de abril \| Sucre \| Deportivo Meta H&H \| 0 - 2 \| Deportivo Panta \| \| 22 de abril \| Sucre \| Rico Sur \| 4 - 2 \| Real Bucaramanga \| \| 23 de abril \| Sucre \| RyR Surco Futsal \| 3 - 3 \| Deportivo Meta H&H \| \| 23 de abril \| Sucre \| CRE Futsal \| 1 - 2 \| Real Bucaramanga \| \| 23 de abril \| Sucre \| Rico Sur \| 3 - 0 \| Deportivo Panta \| |       |                    |           |                    |
| Fecha | Lugar | Local              | Resultado | Visitante          |
| 19 de abril | Sucre | Real Bucaramanga   | 4 - 2     | Deportivo Meta H&H |
| 19 de abril | Sucre | Rico Sur           | 2 - 5     | CRE Futsal         |
| 19 de abril | Sucre | Deportivo Panta    | 2 - 4     | RyR Surco Futsal   |
| 20 de abril | Sucre | CRE Futsal         | 1 - 1     | Deportivo Meta H&H |
| 20 de abril | Sucre | Real Bucaramanga   | 3 - 3     | Deportivo Panta    |
| 20 de abril | Sucre | Rico Sur           | 1 - 1     | RyR Surco Futsal   |
| 21 de abril | Sucre | CRE Futsal         | 3 - 5     | Deportivo Panta    |
| 21 de abril | Sucre | RyR Surco Futsal   | 0 - 6     | Real Bucaramanga   |
| 21 de abril | Sucre | Rico Sur           | 1 - 4     | Deportivo Meta H&H |
| 22 de abril | Sucre | CRE Futsal         | 2 - 1     | RyR Surco Futsal   |
| 22 de abril | Sucre | Deportivo Meta H&H | 0 - 2     | Deportivo Panta    |
| 22 de abril | Sucre | Rico Sur           | 4 - 2     | Real Bucaramanga   |
| 23 de abril | Sucre | RyR Surco Futsal   | 3 - 3     | Deportivo Meta H&H |
| 23 de abril | Sucre | CRE Futsal         | 1 - 2     | Real Bucaramanga   |
| 23 de abril | Sucre | Rico Sur           | 3 - 0     | Deportivo Panta    |

### Quinto lugar
Se jugó el 25 de abril.
| 25 de abril de 2015, 17:00 (UTC-4) | Deportivo Meta | 6:4 | RyR Surco Futsal | Polideportivo de Sucre, La Paz |  |
|                                    |                |     |                  | Árbitro(s):                    |  |

### Semifinales Zona Norte
Se jugarán el 25 de abril enfrentándose el (1°) primero del grupo vs (4°) cuarto del grupo y el (2°) segundo del grupo vs (3°) tercero del grupo.
| 25 de abril de 2015, 21:00 (UTC-4) | Real Bucaramanga                            | 3:1 | Rico Sur | Polideportivo de Sucre, La Paz |             |
|                                    | José Falcon · Angelott Caro · Andrés Sierra |     | 9'       | Árbitro(s):                    | Árbitro(s): |

| 25 de abril de 2015, 19:30 (UTC-4) | CREE Futsal | 1:1 (2:0 p.) | Deportivo Panta | Polideportivo de Sucre, La Paz |  |
|                                    |             |              |                 | Árbitro(s):                    |  |

### Tercer lugar Zona Norte
Se disputará el 26 de abril, a las 19:30 boliviana (UTC-4)
- Deportivo Panta 3 - 3 Rico Sur, Panta gana en la definición por penales y ocupa el tercer lugar.[2][3]

### Final Zona Norte
Se jugará el 26 de abril, a las 21:00 boliviana (UTC-4)
| 26 de abril de 2015, 21:00 (UTC-4) | CREE Futsal | 0:1 | Real Bucaramanga | Polideportivo de Sucre, La Paz |             |
|                                    |             |     | José Falcon      | Árbitro(s):                    | Árbitro(s): |

www.5endeportes.com los goles.

## Zona Sur
Disputada del 1 al 8 de mayo.

### Grupo A
| Equipo          | Pts | PJ | PG | PE | PP | GF | GC | DG  |
| --------------- | --- | -- | -- | -- | -- | -- | -- | --- |
| Brasil Kirin    | 12  | 4  | 4  | 0  | 0  | 34 | 8  | 26  |
| Villa La Ñata   | 9   | 4  | 3  | 0  | 1  | 22 | 14 | 8   |
| Cerro Porteño   | 6   | 4  | 2  | 0  | 2  | 17 | 15 | 2   |
| Banco República | 3   | 4  | 1  | 0  | 3  | 11 | 22 | -11 |
| Palestino       | 0   | 4  | 0  | 0  | 4  | 4  | 29 | -25 |

| \| Fecha \| Lugar \| Local \| Resultado \| Visitante \| \| --------- \| -------- \| --------------- \| --------- \| --------------- \| \| 1 de mayo \| Asunción \| Villa La Ñata \| 6 - 3 \| Banco República \| \| 1 de mayo \| Asunción \| Cerro Porteño \| 7 - 1 \| Palestino \| \| 2 de mayo \| Asunción \| Palestino \| 0 - 14 \| Brasil Kirin \| \| 2 de mayo \| Asunción \| Banco República \| 2 - 5 \| Cerro Porteño \| \| 3 de mayo \| Asunción \| Brasil Kirin \| 10 - 2 \| Banco República \| \| 3 de mayo \| Asunción \| Cerro Porteño \| 3 - 8 \| Villa La Ñata \| \| 4 de mayo \| Asunción \| Banco República \| 4 - 1 \| Palestino \| \| 4 de mayo \| Asunción \| Villa La Ñata \| 4 - 6 \| Brasil Kirin \| \| 5 de mayo \| Asunción \| Palestino \| 2 - 4 \| Villa La Ñata \| \| 5 de mayo \| Asunción \| Brasil Kirin \| 4 - 2 \| Cerro Porteño \| |          |                 |           |                 |
| Fecha | Lugar    | Local           | Resultado | Visitante       |
| 1 de mayo | Asunción | Villa La Ñata   | 6 - 3     | Banco República |
| 1 de mayo | Asunción | Cerro Porteño   | 7 - 1     | Palestino       |
| 2 de mayo | Asunción | Palestino       | 0 - 14    | Brasil Kirin    |
| 2 de mayo | Asunción | Banco República | 2 - 5     | Cerro Porteño   |
| 3 de mayo | Asunción | Brasil Kirin    | 10 - 2    | Banco República |
| 3 de mayo | Asunción | Cerro Porteño   | 3 - 8     | Villa La Ñata   |
| 4 de mayo | Asunción | Banco República | 4 - 1     | Palestino       |
| 4 de mayo | Asunción | Villa La Ñata   | 4 - 6     | Brasil Kirin    |
| 5 de mayo | Asunción | Palestino       | 2 - 4     | Villa La Ñata   |
| 5 de mayo | Asunción | Brasil Kirin    | 4 - 2     | Cerro Porteño   |

### Grupo B
| Equipo          | Pts | PJ | PG | PE | PP | GF | GC | DG  |
| --------------- | --- | -- | -- | -- | -- | -- | -- | --- |
| Boca Juniors    | 10  | 4  | 3  | 1  | 0  | 32 | 7  | 25  |
| Krona Joinville | 10  | 4  | 3  | 1  | 0  | 29 | 6  | 23  |
| Peñarol         | 6   | 4  | 2  | 0  | 2  | 21 | 18 | 3   |
| Pablo Rojas     | 3   | 4  | 1  | 0  | 3  | 25 | 21 | 4   |
| Cobreloa        | 0   | 4  | 0  | 0  | 4  | 7  | 62 | -55 |

| \| Fecha \| Lugar \| Local \| Resultado \| Visitante \| \| --------- \| -------- \| --------------- \| --------- \| --------------- \| \| 1 de mayo \| Asunción \| Peñarol \| 8 - 6 \| Pablo Rojas \| \| 1 de mayo \| Asunción \| Boca Juniors \| 3 - 3 \| Krona Joinville \| \| 2 de mayo \| Asunción \| Pablo Rojas \| 17 - 1 \| Cobreloa \| \| 2 de mayo \| Asunción \| Krona Joinville \| 2 - 0 \| Peñarol \| \| 3 de mayo \| Asunción \| Cobreloa \| 2 - 17 \| Krona Joinville \| \| 3 de mayo \| Asunción \| Peñarol \| 2 - 7 \| Boca Juniors \| \| 4 de mayo \| Asunción \| Boca Juniors \| 17 - 1 \| Cobreloa \| \| 4 de mayo \| Asunción \| Krona Joinville \| 7 - 1 \| Pablo Rojas \| \| 5 de mayo \| Asunción \| Cobreloa \| 3 - 11 \| Peñarol \| \| 5 de mayo \| Asunción \| Pablo Rojas \| 1 - 5 \| Boca Juniors \| |          |                 |           |                 |
| Fecha | Lugar    | Local           | Resultado | Visitante       |
| 1 de mayo | Asunción | Peñarol         | 8 - 6     | Pablo Rojas     |
| 1 de mayo | Asunción | Boca Juniors    | 3 - 3     | Krona Joinville |
| 2 de mayo | Asunción | Pablo Rojas     | 17 - 1    | Cobreloa        |
| 2 de mayo | Asunción | Krona Joinville | 2 - 0     | Peñarol         |
| 3 de mayo | Asunción | Cobreloa        | 2 - 17    | Krona Joinville |
| 3 de mayo | Asunción | Peñarol         | 2 - 7     | Boca Juniors    |
| 4 de mayo | Asunción | Boca Juniors    | 17 - 1    | Cobreloa        |
| 4 de mayo | Asunción | Krona Joinville | 7 - 1     | Pablo Rojas     |
| 5 de mayo | Asunción | Cobreloa        | 3 - 11    | Peñarol         |
| 5 de mayo | Asunción | Pablo Rojas     | 1 - 5     | Boca Juniors    |

### Semifinales Zona Sur
Se jugaron el 7 de mayo enfrentándose el (1°) primero del grupo A vs (2°) segundo del grupo B y el (1°) primero del grupo B vs (2°) segundo del grupo.
| 7 de mayo de 2015, 19:00 (UTC-4) | Brasil Kirin | 4:1 | Krona Joinville |             |  |
|                                  |              |     |                 | Árbitro(s): |  |

| 7 de mayo de 2015, 21:00 (UTC-4) | Boca Juniors | 7:2 | Villa La Ñata |             |  |
|                                  |              |     |               | Árbitro(s): |  |

### Final Zona Sur
Se jugó el 8 de mayo, a las 21:00 paraguaya (UTC-4)
| 8 de mayo de 2015, 21:00 (UTC-4) | Brasil Kirin | 5:3 | Boca Juniors |             |  |
|                                  |              |     |              | Árbitro(s): |  |

## Final
El campeón de la zona norte se enfrentó al campeón de la zona sur para definir el ganador de la Copa Libertadores de futsal.
| 4 de diciembre de 2015, | Brasil Kirin | 5:1 | Real Bucaramanga |             |  |
|                         |              |     |                  | Árbitro(s): |  |

| 5 de diciembre de 2015, | Brasil Kirin | 4:2 | Real Bucaramanga |             |  |
|                         |              |     |                  | Árbitro(s): |  |

|                                  |
| Bandera de Brasil                |
| Campeón Brasil Kirin 1.er título |